# Nobelova nagrada za fiziku
Nobelova nagrada za fiziku vrijedi kao najviše priznanje za radove u oblasti fizike. Nagrada se dodjeljuje zajedno s Nobelovom nagradom za fiziologiju ili medicinu, kemiju, književnost, ekonomiju i mir, 10. prosinca, na dan kada je u Stockholmu preminuo Alfred Nobel, osnivač fonda iz kojeg se dodjeljuje nagrada.
Popis dobitnika Nobelove nagrade za fiziku od 1901. do danas:
| Godina | Slika            | Dobitnik                        | Država                               | Razlog |  |
| ------ | ---------------- | ------------------------------- | ------------------------------------ | --- |  |
| 1901.  |                  | Wilhelm Conrad Röntgen          | Njemačka                             | "za otkriće znamenitih zraka koje su kasnije nazvane po njemu" |  |
| 1902.  |                  | Hendrik Antoon Lorentz          | Nizozemska                           | "za njihovo istraživanje o utjecaju magnetizma na fenomen zračenja" |  |
| 1902.  |                  | Pieter Zeeman                   | Nizozemska                           | "za njihovo istraživanje o utjecaju magnetizma na fenomen zračenja" |  |
| 1903.  |                  | Antoine Henri Becquerel         | Francuska                            | "za njegovo otkriće spontane radioaktivnosti" |  |
| 1903.  |                  | Pierre Curie                    | Francuska                            | "za njihovo zajedničko istraživanje fenomena radioaktivnosti kojeg je otkrio profesor Henri Becquerel" |  |
| 1903.  |                  | Marie Curie                     | Poljska Francuska                    | "za njihovo zajedničko istraživanje fenomena radioaktivnosti kojeg je otkrio profesor Henri Becquerel" |  |
| 1904.  |                  | John William Strutt Rayleigh    | Ujedinjeno Kraljevstvo               | "za njegovo istraživanje gustoća najvažnijih plinova i za njegovo otkriće argona koje je bilo vezano uz ta istraživanja" |  |
| 1905.  |                  | Philipp Lenard                  | Njemačka                             | "za njegov rad na katodnim zrakama" |  |
| 1906.  |                  | Joseph John Thomson             | Ujedinjeno Kraljevstvo               | "za njegova teoretska i eksperimentalna istraživanja o provodnosti elektriciteta od strane pliova" |  |
| 1907.  |                  | Albert Abraham Michelson        | SAD                                  | "za njegove optičke instrumente, te spektroskopska i meteorološka istraživanja koja je proveo uz njihovu pomoć" |  |
| 1908.  |                  | Gabriel Lippmann                | Francuska                            | "za njegovu metodu fotografskog reproduciranja boje temeljenom na fenomenu interferencije" |  |
| 1909.  |                  | Guglielmo Marconi               | Italija                              | "za njihov doprinos u razvoju bežične telegrafije" |  |
| 1909.  |                  | Karl Ferdinand Braun            | Njemačka                             | "za njihov doprinos u razvoju bežične telegrafije" |  |
| 1910.  |                  | Johannes Diderik van der Waals  | Nizozemska                           | "za njegov rad na jednadžbi stanja plinova i tekućina" |  |
| 1911.  |                  | Wilhelm Wien                    | Njemačka                             | "za njegovo otkriće zakona o isijavanju topline" |  |
| 1912.  |                  | Nils Gustaf Dalén               | Švedska                              | "za njegov izum automatskih ventila koji su namijenjeni korištenju u svjetionicima zajedno s plinskim akumulatorima" |  |
| 1913.  |                  | Heike Kamerlingh-Onnes          | Nizozemska                           | "za njegova istraživanja o svojstvima materije na niskim temperaturama koja su na koncu dovela do proizvodnje tekućeg helija" |  |
| 1914.  |                  | Max von Laue                    | Njemačka                             | "za njegovo otkriće difrakcije X-zraka u kristalima" |  |
| 1915.  |                  | William Henry Bragg             | Ujedinjeno Kraljevstvo               | "za njihovu analizu strukture kristala pomoću X-zraka" |  |
| 1915.  |                  | William Lawrence Bragg          | Ujedinjeno Kraljevstvo               | "za njihovu analizu strukture kristala pomoću X-zraka" |  |
| 1916.  | Nije dodijeljena | Nije dodijeljena                | Nije dodijeljena                     | Nije dodijeljena |  |
| 1917.  |                  | Charles Glover Barkla           | Ujedinjeno Kraljevstvo               | "za njegovo otkriće karakterističnog X-zračenja elemenata" |  |
| 1918.  |                  | Max Planck                      | Njemačka                             | "za njegove zasluge u unaprijeđenju fizike koje je postigao otkrićem energetskog kvanta" |  |
| 1919.  |                  | Johannes Stark                  | Njemačka                             | "za njegovo otkriće Dopplerovog efekta u anodnim zrakama i za podjelu spektralnih linija u električnim poljima" |  |
| 1920.  |                  | Charles Édouard Guillaume       | Švicarska                            | "za njegove zasluge oko poboljšanja preciznosti mjerenja u fizici kroz njegovo otkriće anomalija u legurama nikla i željeza" |  |
| 1921.  |                  | Albert Einstein                 | Njemačka Švicarska                   | "za njegov doprinos teorijskoj fizici, a posebno za otkriće zakona fotoelektričnog efekta" |  |
| 1922.  |                  | Niels Bohr                      | Danska                               | "za njegov doprinos u istraživanju strukture atoma i radijacije koja iz njih zrači" |  |
| 1923.  |                  | Robert Andrews Millikan         | SAD                                  | "za njegov rad na elementarnom naboju elektriciteta i rad na fotoelektičnom efektu" |  |
| 1924.  |                  | Karl Manne Georg Siegbahn       | Švedska                              | "za otkrića i istraživanje na području spektroskopije X-zraka" |  |
| 1925.  |                  | James Franck                    | Njemačka                             | "za njihovo otkriće zakona koji upravljaju utjecajem elektrona na atom" |  |
| 1925.  |                  | Gustav Ludwig Hertz             | Njemačka                             | "za njihovo otkriće zakona koji upravljaju utjecajem elektrona na atom" |  |
| 1926.  |                  | Jean Baptiste Perrin            | Francuska                            | "za rad na diskontinuiranoj strukturi materije, a naročito za otkriće sedimentacijske ravnoteže" |  |
| 1927.  |                  | Arthur Holly Compton            | SAD                                  | "za njegovo otkriće efekta nazvanog po njemu" |  |
| 1927.  |                  | Charles Thomson Rees Wilson     | Ujedinjeno Kraljevstvo               | "za njegovu metodu kojom je omogućio da se tragovi električno nabijenih čestica vide pomoću kondenzacije" |  |
| 1928.  |                  | Owen Willans Richardson         | Ujedinjeno Kraljevstvo               | "za istraživanje termioničkog fenomena i posebno za otkriće zakona koji nosi njegovo ime" |  |
| 1929.  |                  | Louis de Broglie                | Francuska                            | "za njegovo otkriće valne prirode elektrona" |  |
| 1930.  |                  | Čandrasekara Venkata Raman      | Indija                               | "za njegov rad na raspršenju svjetolsti i za otkriće efekta nazvanog po njemu" |  |
| 1931.  | Nije dodijeljena | Nije dodijeljena                | Nije dodijeljena                     | Nije dodijeljena |  |
| 1932.  |                  | Werner Heisenberg               | Njemačka                             | "za stvaranje kvantne mehanike, čija je primjena, inter alia, dovela do otkrića alotropskih modifikacija vodika" |  |
| 1933.  |                  | Erwin Schrödinger               | Austrija                             | "za otkriće novih produktivih formi atomske teorije" |  |
| 1933.  |                  | Paul Dirac                      | Ujedinjeno Kraljevstvo               | "za otkriće novih produktivih formi atomske teorije" |  |
| 1934.  | Nije dodijeljena | Nije dodijeljena                | Nije dodijeljena                     | Nije dodijeljena |  |
| 1935.  |                  | James Chadwick                  | Ujedinjeno Kraljevstvo               | "za otkriće neutrona" |  |
| 1936.  |                  | Victor Franz Hess               | Austrija                             | "za otkriće kozmičke radijacije" |  |
| 1936.  |                  | Carl David Anderson             | SAD                                  | "za otkriće pozitrona" |  |
| 1937.  |                  | Clinton Joseph Davisson         | SAD                                  | "za njihovo eksperimentalno otkriće difrakcije elektrona u kristalima" |  |
| 1937.  |                  | George Paget Thomson            | Ujedinjeno Kraljevstvo               | "za njihovo eksperimentalno otkriće difrakcije elektrona u kristalima" |  |
| 1938.  |                  | Enrico Fermi                    | Italija                              | "za njegove demonstracije o postojanju novih radioaktivnih elemenata pomoću iradijacije neutrona i za njegovo povezano otkriće nuklearnih reakcija izazvanih sporim neutronima"                                                                                        |  |
| 1939.  |                  | Ernest Lawrence                 | SAD                                  | "za izum i razvoj ciklotrona i za rezultate dobivene njim, posebno za rezultate s umjetnim radioaktivnim elementima" |  |
| 1940.  | Nije dodijeljena | Nije dodijeljena                | Nije dodijeljena                     | Nije dodijeljena |  |
| 1941.  | Nije dodijeljena | Nije dodijeljena                | Nije dodijeljena                     | Nije dodijeljena |  |
| 1942.  | Nije dodijeljena | Nije dodijeljena                | Nije dodijeljena                     | Nije dodijeljena |  |
| 1943.  |                  | Otto Stern                      | SAD                                  | "za njegov doprinos u razvoju metode molekularnih zraka i njegovo otkriće magnetskog momenta protona" |  |
| 1944.  |                  | Isidor Isaac Rabi               | SAD                                  | "za njegovu metodu snimanja magnetskih svojstava atomske jezgre" |  |
| 1945.  |                  | Wolfgang Pauli                  | Austrija                             | "za njegovo otkriće principa isključenja, znanog i kao Paulijev princip" |  |
| 1946.  |                  | Percy Williams Bridgman         | SAD                                  | "za izum uređaja koji proizvodi izrazito visok tlak i za otkrića koja je napravio na polju fizike visokog tlaka" |  |
| 1947.  |                  | Edward Appleton                 | Ujedinjeno Kraljevstvo               | "za njegovo istraživanje fizike gornje atmosfere, a posebno zbog otkrića tako zvanog Appletonovog sloja" |  |
| 1948.  |                  | Patrick Maynard Stuart Blackett | Ujedinjeno Kraljevstvo               | "za njegov razvoj Wilsonove komore i zbog njegovih otkrića na polju nuklearne fizike i kozmičke radijacije" |  |
| 1949.  |                  | Hideki Jukava                   | Japan                                | "za njegovo predviđanje postojanja mezona na temelju teorijskog rada na nuklearnim silama" |  |
| 1950.  |                  | Cecil Frank Powell              | Ujedinjeno Kraljevstvo               | "za njegovo otkriće fotografske metode proučavanja nuklearnih procesa i njegova otkrića o mezonima koja je napravio pomoću ove metode" |  |
| 1951.  |                  | John Douglas Cockcroft          | Ujedinjeno Kraljevstvo               | "za njihov rad a transmutaciji atomske jezgre pomoću umjetno akceleriranih atomskih čestica" |  |
| 1951.  |                  | Ernest Thomas Sinton Walton     | Irska                                | "za njihov rad a transmutaciji atomske jezgre pomoću umjetno akceleriranih atomskih čestica" |  |
| 1952.  |                  | Felix Bloch                     | SAD                                  | "za njihov razvoj novih metoda za nuklearno magnetsko mjerenje i za otkrića povezana s time" |  |
| 1952.  |                  | Edward Mills Purcell            | SAD                                  | "za njihov razvoj novih metoda za nuklearno magnetsko mjerenje i za otkrića povezana s time" |  |
| 1953.  |                  | Frits Zernike                   | Nizozemska                           | "za njegovu demonstraciju fazne kontrastne metode, a posebno zbog njegovog izuma kontrastno faznog mikroskopa" |  |
| 1954.  |                  | Max Born                        | Ujedinjeno Kraljevstvo Njemačka      | "za njegova fundamentalna istraživanja na polju kvantne mehanike, a posebno za njegovu statističku interpretaciju valne funkcije" |  |
| 1954.  |                  | Walther Bothe                   | Njemačka                             | "za njegovu metodu slučajnosti i otkrića povezana s njom" |  |
| 1955.  |                  | Willis Eugene Lamb              | SAD                                  | "za njegova otkrića vezana uz finu strukturu vodikovog spektra" |  |
| 1955.  |                  | Polykarp Kusch                  | SAD                                  | "za precizno utvrđivanje magnetskog momenta elektrona" |  |
| 1956.  |                  | John Bardeen                    | SAD                                  | "za njihov rad na poluvodičima i za njihovo otkriće tranzistora" |  |
| 1956.  |                  | Walter Houser Brattain          | SAD                                  | "za njihov rad na poluvodičima i za njihovo otkriće tranzistora" |  |
| 1956.  |                  | William Bradford Shockley       | SAD                                  | "za njihov rad na poluvodičima i za njihovo otkriće tranzistora" |  |
| 1957.  |                  | Tsung-Dao Lee                   | NR Kina                              | "za njihovo proučavanje paritetnih zakona koje je dovelo do važnih otkrića vezana uz elementarne čestice" |  |
| 1957.  |                  | Chen Ning Yang                  | NR Kina                              | "za njihovo proučavanje paritetnih zakona koje je dovelo do važnih otkrića vezana uz elementarne čestice" |  |
| 1958.  |                  | Pavel Aleksejevič Čerenkov      | Rusija                               | "za njihovo otkriće i interpretaciju Čerenkovljevog zračenja" |  |
| 1958.  |                  | Ilja Mihajlovič Frank           | Rusija                               | "za njihovo otkriće i interpretaciju Čerenkovljevog zračenja" |  |
| 1958.  |                  | Igor Jevgenjevič Tamm           | Rusija                               | "za njihovo otkriće i interpretaciju Čerenkovljevog zračenja" |  |
| 1959.  |                  | Owen Chamberlain                | SAD                                  | "za njihovo otkriće antiprotona" |  |
| 1959.  |                  | Emilio Gino Segrè               | Italija                              | "za njihovo otkriće antiprotona" |  |
| 1960.  |                  | Donald Arthur Glaser            | SAD                                  | "za otkriće komore na mjehuriće" |  |
| 1961.  |                  | Robert Hofstadter               | SAD                                  | "za njegov rad na raspršivanju elektrona u atomskoj jezgri i za njegova otkrića o strukturi atomske jezgre koja je postigao pomoću tog rada" |  |
| 1961.  |                  | Rudolf Ludwig Mössbauer         | Njemačka                             | "za njegov rad na apsorpciji rezonancije γ-zračenja i povzenog otkrića efekta koji nosi njegovo ime" |  |
| 1962.  |                  | Lev Davidovič Landau            | Azerbajdžan                          | "za pionirske teorije u istraživanju kondenzirane tvari, posebno tekućeg helija" |  |
| 1963.  |                  | Eugene Paul Wigner              | SAD                                  | "za doprinose teoriji atomske jezgre i elementarnih čestica, osobito kroz otkriće i primjenu osnovnih principa simetrije" |  |
| 1963.  |                  | Maria Goeppert-Mayer            | SAD                                  | "za otkrića u vezi ljuskastom strukturom nuklearnih jezgara" |  |
| 1963.  |                  | Hans Daniel Jensen              | Njemačka                             | "za otkrića u vezi ljuskastom strukturom nuklearnih jezgara" |  |
| 1964.  |                  | Nikolaj Genadijevič Basov       | Rusija                               | "za fundamentalni rad na polju kvantne elektronike, koji je doveo do izrade oscilatora i pojačala temeljenih na maser-laser principu" |  |
| 1964.  |                  | Aleksandar Mihajlovič Prohorov  | Rusija                               | "za fundamentalni rad na polju kvantne elektronike, koji je doveo do izrade oscilatora i pojačala temeljenih na maser-laser principu" |  |
| 1964.  |                  | Charles Hard Townes             | SAD                                  | "za fundamentalni rad na polju kvantne elektronike, koji je doveo do izrade oscilatora i pojačala temeljenih na maser-laser principu" |  |
| 1965.  |                  | Richard Phillips Feynman        | SAD                                  | "za njihov fundamentalni rad na polju kvantne elektrodinamike, s dalekosežnim posljedicama za fiziku elementarnih čestica" |  |
| 1965.  |                  | Julian Seymour Schwinger        | SAD                                  | "za njihov fundamentalni rad na polju kvantne elektrodinamike, s dalekosežnim posljedicama za fiziku elementarnih čestica" |  |
| 1965.  |                  | Shin'ichirō Tomonaga            | Japan                                | "za njihov fundamentalni rad na polju kvantne elektrodinamike, s dalekosežnim posljedicama za fiziku elementarnih čestica" |  |
| 1966.  |                  | Alfred Kastler                  | Francuska                            | "za otkriće i razvoj optičkih metoda za proučavanje Hertzove rezonancije u atomima" |  |
| 1967.  |                  | Hans Albrecht Bethe             | SAD                                  | "za doprinos u teoriji nuklearnih reakcija, posebno za otkrića bitna za razumijevanje stvaranja energije u zvijezdama" |  |
| 1968.  |                  | Luis Alvarez                    | SAD                                  | "za njegov odlučujući doprinos na polju fizike elementarnih čestica, posebno zbog otkrića velikog broja rezonancijskih stanja, koja su postignuta koristeći njegovu tehniku korištenja vodikove mjehuraste komore i analize podataka"                                  |  |
| 1969.  |                  | Murray Gell-Mann                | SAD                                  | "za doprinos i otkrića bitna za klasifikaciju elementarnih čestica i njihovih interakcija" |  |
| 1970.  |                  | Hannes Olof Gösta Alfvén        | Švedska                              | "za njegov fundamentalni rad i otkrića na polju magnetohidrodinamike s plodnim primjenama u različitim granama fizike plazme" |  |
| 1970.  |                  | Louis Eugene Félix Néel         | Francuska                            | "za njegov fundamentalni rad i otkrića vezana uz antiferomagnetizam i feromagnetizam koja su dovela do važnih primjena u fizici čvrstih tvari" |  |
| 1971.  |                  | Dennis Gabor                    | Ujedinjeno Kraljevstvo Mađarska      | "za njegov izum i razvoj holografske metode" |  |
| 1972.  |                  | John Bardeen                    | SAD                                  | "za njihovu teoriju supravodljivosti, obično nazivanu BCS-teorija" |  |
| 1972.  |                  | Leon Neil Cooper                | SAD                                  | "za njihovu teoriju supravodljivosti, obično nazivanu BCS-teorija" |  |
| 1972.  |                  | John Robert Schrieffer          | SAD                                  | "za njihovu teoriju supravodljivosti, obično nazivanu BCS-teorija" |  |
| 1973.  |                  | Leo Esaki                       | Japan                                | "za njihova eksperimentalna otkrića vezana fenomen tuneliranja u poluvodičima i supravodičima" |  |
| 1973.  |                  | Ivar Giaever                    | SAD                                  | "za njihova eksperimentalna otkrića vezana fenomen tuneliranja u poluvodičima i supravodičima" |  |
| 1973.  |                  | Brian David Josephson           | Ujedinjeno Kraljevstvo               | "za teorijsko predviđanje svojstava tuneliranja suprastruja kroz barijeru, konkretno, fenomen koji je danas općepoznat kao Josephsonov učinak" |  |
| 1974.  |                  | Martin Ryle                     | Ujedinjeno Kraljevstvo               | "za njihovo pionirsko istraživanje na polju radio astrofizike: Ryleu za promatranja i izume, posebice za tehniku sinteze aperture, i Hewishu za njegovu odlučujuću ulogu u otkriću pulsara"                                                                            |  |
| 1974.  |                  | Anthony Hewish                  | Ujedinjeno Kraljevstvo               | "za njihovo pionirsko istraživanje na polju radio astrofizike: Ryleu za promatranja i izume, posebice za tehniku sinteze aperture, i Hewishu za njegovu odlučujuću ulogu u otkriću pulsara"                                                                            |  |
| 1975.  |                  | Aage Niels Bohr                 | Danska                               | "za otkriće veze između kolektivnog gibanja i gibanja čestica u atomskoj jezgri i razvoj teorije strukture atomske jezgre temeljen na toj vezi" |  |
| 1975.  |                  | Ben Roy Mottelson               | Danska                               | "za otkriće veze između kolektivnog gibanja i gibanja čestica u atomskoj jezgri i razvoj teorije strukture atomske jezgre temeljen na toj vezi" |  |
| 1975.  |                  | James Rainwater                 | SAD                                  | "za otkriće veze između kolektivnog gibanja i gibanja čestica u atomskoj jezgri i razvoj teorije strukture atomske jezgre temeljen na toj vezi" |  |
| 1976.  |                  | Burton Richter                  | SAD                                  | "za njihov pionirski rad na otkriću teške elementarne čestice nove vrste" |  |
| 1976.  |                  | Samuel Chao Chung Ting          | SAD                                  | "za njihov pionirski rad na otkriću teške elementarne čestice nove vrste" |  |
| 1977.  |                  | Philip Warren Anderson          | SAD                                  | "za njihov temeljni teorijski doprinos u istraživanjima elektronske strukture magnetskih i neuređenih sistema" |  |
| 1977.  |                  | Nevill Francis Mott             | Ujedinjeno Kraljevstvo               | "za njihov temeljni teorijski doprinos u istraživanjima elektronske strukture magnetskih i neuređenih sistema" |  |
| 1977.  |                  | John Hasbrouck Van Vleck        | SAD                                  | "za njihov temeljni teorijski doprinos u istraživanjima elektronske strukture magnetskih i neuređenih sistema" |  |
| 1978.  |                  | Pjotr Leonidovič Kapica         | Rusija                               | "za inovacije i otkrića na prodručju fizike niskih temperatura (supratekućina)" |  |
| 1978.  |                  | Arno Allan Penzias              | SAD                                  | "za otkriće pozadinskog mikrovalnog zračenja" |  |
| 1978.  |                  | Robert Woodrow Wilson           | SAD                                  | "za otkriće pozadinskog mikrovalnog zračenja" |  |
| 1979.  |                  | Sheldon Lee Glashow             | SAD                                  | "za njihov doprinos teoriji unificirane slabe i elektromagnetske interakcije među elementarnim česticama, uključujući, inter alia, predviđanje slabe neutralne struje"                                                                                                 |  |
| 1979.  |                  | Abdus Salam                     | Pakistan                             | "za njihov doprinos teoriji unificirane slabe i elektromagnetske interakcije među elementarnim česticama, uključujući, inter alia, predviđanje slabe neutralne struje"                                                                                                 |  |
| 1979.  |                  | Steven Weinberg                 | SAD                                  | "za njihov doprinos teoriji unificirane slabe i elektromagnetske interakcije među elementarnim česticama, uključujući, inter alia, predviđanje slabe neutralne struje"                                                                                                 |  |
| 1980.  |                  | James Watson Cronin             | SAD                                  | "za otkriće kršenja osnovnih principa simetrije u raspadu neutralnih K-mezona" |  |
| 1980.  |                  | Val Logsdon Fitch               | SAD                                  | "za otkriće kršenja osnovnih principa simetrije u raspadu neutralnih K-mezona" |  |
| 1981.  |                  | Nicolaas Bloembergen            | SAD                                  | "za njihov doprinos razvoju laserske spektroskopije" |  |
| 1981.  |                  | Arthur Leonard Schawlow         | SAD                                  | "za njihov doprinos razvoju laserske spektroskopije" |  |
| 1981.  |                  | Kai Manne Börje Siegbahn        | Švedska                              | "za njegov doprinos razvoju visokorezolucijske elektronske spektroskopije" |  |
| 1982.  |                  | Kenneth Geddes Wilson           | SAD                                  | "za njegovu teoriju za kritične fenomene vezane uz tranzicije faze" |  |
| 1983.  |                  | Subrahmanyan Chandrasekhar      | SAD                                  | "za njegova teorijska proučavanja fizikalnih procesa važnih za strukturu i evoluciju zvijezda" |  |
| 1983.  |                  | William Alfred Fowler           | SAD                                  | "za njegova teorijska i eksperimentalna proučavanja nuklearnih reakcija važnih za formiranje kemijskih elemenata u svemiru" |  |
| 1984.  |                  | Carlo Rubbia                    | Italija                              | "za njihove odlučujuće doprinose velikom projektu komunikatora slabih interakcija, koji je doveo do otkrića W i Z bozona" |  |
| 1984.  |                  | Simon van der Meer              | Nizozemska                           | "za njihove odlučujuće doprinose velikom projektu komunikatora slabih interakcija, koji je doveo do otkrića W i Z bozona" |  |
| 1985.  |                  | Klaus von Klitzing              | Njemačka                             | "za otkriće kvantiziranog Hallovog efekta" |  |
| 1986.  |                  | Ernst Ruska                     | Njemačka                             | "za njegov fundamentalni rad na polju elektronske optike i za dizajniranje prvog elektronskog mikroskopa" |  |
| 1986.  |                  | Gerd Binnig                     | Njemačka                             | "za njihov dizajn pretražnog mikroskopa s tuneliranjem" |  |
| 1986.  |                  | Heinrich Rohrer                 | Švicarska                            | "za njihov dizajn pretražnog mikroskopa s tuneliranjem" |  |
| 1987.  |                  | Johannes Georg Bednorz          | Njemačka                             | "za njihov važan prodor u otkriću supravodljivosti u keramičkim materijalima" |  |
| 1987.  |                  | Karl Alexander Müller           | Švicarska                            | "za njihov važan prodor u otkriću supravodljivosti u keramičkim materijalima" |  |
| 1988.  |                  | Leon Lederman                   | SAD                                  | "za metodu neutrino zraka i za demonstraciju duplikatne strukture leptona kroz otkriće mion neutrina" |  |
| 1988.  |                  | Melvin Schwartz                 | SAD                                  | "za metodu neutrino zraka i za demonstraciju duplikatne strukture leptona kroz otkriće mion neutrina" |  |
| 1988.  |                  | Jack Steinberger                | SAD                                  | "za metodu neutrino zraka i za demonstraciju duplikatne strukture leptona kroz otkriće mion neutrina" |  |
| 1989.  |                  | Norman Foster Ramsey            | SAD                                  | "za izum metode odvojenih oscilacijskih polja i njezinu primjenu u vodikovom maseru i ostalim atomskim satovima" |  |
| 1989.  |                  | Hans Georg Dehmelt              | SAD                                  | "za razvoj ionske zamke" |  |
| 1989.  |                  | Wolfgang Paul                   | Njemačka                             | "za razvoj ionske zamke" |  |
| 1990.  |                  | Jerome I. Friedman              | SAD                                  | "za njihova istraživanja vezana uz duboko neelastično raspršivanje elektrona na protonima i vezanim neutronima, koja su bila od iznimne važnosti za razvoj kvarkovskog modela u fizici čestica"                                                                        |  |
| 1990.  |                  | Henry Way Kendall               | SAD                                  | "za njihova istraživanja vezana uz duboko neelastično raspršivanje elektrona na protonima i vezanim neutronima, koja su bila od iznimne važnosti za razvoj kvarkovskog modela u fizici čestica"                                                                        |  |
| 1990.  |                  | Richard Edward Taylor           | Kanada                               | "za njihova istraživanja vezana uz duboko neelastično raspršivanje elektrona na protonima i vezanim neutronima, koja su bila od iznimne važnosti za razvoj kvarkovskog modela u fizici čestica"                                                                        |  |
| 1991.  |                  | Pierre-Gilles de Gennes         | Francuska                            | "za otkriće da metode razvijene za proučavanje fenomena reda u jednostavnim sustavima mogu biti generalizirane na malo kompleksnije forme tvari, kao što su tekući kristali i polimeri"                                                                                |  |
| 1992.  |                  | Georges Charpak                 | Francuska                            | "za izum i razvoj detektora čestica, naročito Višeanodnog proporcionalnog brojača" |  |
| 1993.  |                  | Russell Alan Hulse              | SAD                                  | "za otkriće novog tipa pulsara, što je otvorilo nove mogućnosti za proučavanje gravitacije" |  |
| 1993.  |                  | Joseph Hooton Taylor            | SAD                                  | "za otkriće novog tipa pulsara, što je otvorilo nove mogućnosti za proučavanje gravitacije" |  |
| 1994.  |                  | Bertram Brockhouse              | Kanada                               | "za razvoj neutronske spektroskopije" i "za pionirske doprinose razvoju tehnika raspršivaja neutrona za proučavanje kondenzirane tvari" |  |
| 1994.  |                  | Clifford Glenwood Shull         | SAD                                  | "ra razvoj tehnike difrakcije neutrona" i "za pionirske doprinose razvoju tehnika raspršivaja neutrona za proučavanje kondenzirane tvari" |  |
| 1995.  |                  | Martin Lewis Perl               | SAD                                  | "za otkriće tau leptona" i "za pionirske eksperimentalne doprinose fizici leptona" |  |
| 1995.  |                  | Frederick Reines                | SAD                                  | "za otkriće neutrina" i "za pionirske eksperimentalne doprinose fizici leptona" |  |
| 1996.  |                  | David Morris Lee                | SAD                                  | "za otkriće superfluidnosti u heliju-3" |  |
| 1996.  |                  | Douglas Osheroff                | SAD                                  | "za otkriće superfluidnosti u heliju-3" |  |
| 1996.  |                  | Robert Coleman Richardson       | SAD                                  | "za otkriće superfluidnosti u heliju-3" |  |
| 1997.  |                  | Steven Chu                      | SAD                                  | "za razvoj metoda za hlađenje i hvatanje atoma laserskim svjetlom" |  |
| 1997.  |                  | Claude Cohen-Tannoudji          | Francuska                            | "za razvoj metoda za hlađenje i hvatanje atoma laserskim svjetlom" |  |
| 1997.  |                  | William Daniel Phillips         | SAD                                  | "za razvoj metoda za hlađenje i hvatanje atoma laserskim svjetlom" |  |
| 1998.  |                  | Robert Laughlin                 | SAD                                  | "za njihovo otkriće nove forme kvantnog fluida s djelomično nabijenim ekscitacijama" |  |
| 1998.  |                  | Horst Ludwig Störmer            | Njemačka                             | "za njihovo otkriće nove forme kvantnog fluida s djelomično nabijenim ekscitacijama" |  |
| 1998.  |                  | Daniel Chee Tsui                | SAD                                  | "za njihovo otkriće nove forme kvantnog fluida s djelomično nabijenim ekscitacijama" |  |
| 1999.  |                  | Gerardus 't Hooft               | Nizozemska                           | "za rasvjetljavanje kvantne strukture slabih električnih interakcija u fizici" |  |
| 1999.  |                  | Martinus J. G. Veltman          | Nizozemska                           | "za rasvjetljavanje kvantne strukture slabih električnih interakcija u fizici" |  |
| 2000.  |                  | Žores Ivanovič Alfjorov         | Rusija                               | "za razvoj heterostruktura poluvodiča korištenih u elektronici visokoh brzina i optoelektronici" |  |
| 2000.  |                  | Herbert Kroemer                 | Njemačka                             | "za razvoj heterostruktura poluvodiča korištenih u elektronici visokoh brzina i optoelektronici" |  |
| 2000.  |                  | Jack Kilby                      | SAD                                  | "za njegovu ulogu u izumu integriranog kruga" |  |
| 2001.  |                  | Eric Allin Cornell              | SAD                                  | "za postizanje Bose-Einsteinove kondenzacije u plinovima alkalnih metala i za rane fundamentalne studije o svojstvima kondenzata" |  |
| 2001.  |                  | Carl Edwin Wieman               | SAD                                  | "za postizanje Bose-Einsteinove kondenzacije u plinovima alkalnih metala i za rane fundamentalne studije o svojstvima kondenzata" |  |
| 2001.  |                  | Wolfgang Ketterle               | Njemačka                             | "za postizanje Bose-Einsteinove kondenzacije u plinovima alkalnih metala i za rane fundamentalne studije o svojstvima kondenzata" |  |
| 2002.  |                  | Raymond Davis                   | SAD                                  | "za pionirske doprinose astrofizici, posebice u detekciji kozmičkih neutrina" |  |
| 2002.  |                  | Masatoshi Koshiba               | Japan                                | "za pionirske doprinose astrofizici, posebice u detekciji kozmičkih neutrina" |  |
| 2002.  |                  | Riccardo Giacconi               | SAD                                  | "za pionirske doprinose astrofizici koji su doveli do otkrića izvora kozmičkih X-zraka" |  |
| 2003.  |                  | Aleksej Aleksejevič Abrikosov   | Rusija SAD                           | "za pionirski doprinos teoriji supravodiča i superfluida" |  |
| 2003.  |                  | Vitalij Lazarevič Ginzburg      | Rusija                               | "za pionirski doprinos teoriji supravodiča i superfluida" |  |
| 2003.  |                  | Anthony James Leggett           | Ujedinjeno Kraljevstvo SAD           | "za pionirski doprinos teoriji supravodiča i superfluida" |  |
| 2004.  |                  | David Jonathan Gross            | SAD                                  | "za otkriće asimptotske slobode u teoriji jakih interakcija" |  |
| 2004.  |                  | Hugh David Politzer             | SAD                                  | "za otkriće asimptotske slobode u teoriji jakih interakcija" |  |
| 2004.  |                  | Frank Anthony Wilczek           | SAD                                  | "za otkriće asimptotske slobode u teoriji jakih interakcija" |  |
| 2005.  |                  | Roy Jay Glauber                 | SAD                                  | "za njegov doprinos kvantnoj teoriji optičke koherencije" |  |
| 2005.  |                  | John Lewis Hall                 | SAD                                  | "za njihov doprinos razvoju laserske spektroskopije, oključujući i optički frekventni češalj technique" |  |
| 2005.  |                  | Theodor Wolfgang Hänsch         | Njemačka                             | "za njihov doprinos razvoju laserske spektroskopije, oključujući i optički frekventni češalj technique" |  |
| 2006.  |                  | John Cromwell Mather            | SAD                                  | "za njihovo otkriće oblika crnog tijela i anizotropije kozmičkog mikrovalnog pozadinskog zračenja" |  |
| 2006.  |                  | George Fitzgerald Smoot         | SAD                                  | "za njihovo otkriće oblika crnog tijela i anizotropije kozmičkog mikrovalnog pozadinskog zračenja" |  |
| 2007.  |                  | Albert Fert                     | Francuska                            | "za otkriće divovskog magnetootpora" |  |
| 2007.  |                  | Peter Andreas Grünberg          | Njemačka                             | "za otkriće divovskog magnetootpora" |  |
| 2008.  |                  | Makoto Kobayashi                | Japan                                | "za otkriće izvora razbijene simetrije koja predviđa postojanje najmanje tri obitelji kvarka u prirodi" |  |
| 2008.  |                  | Toshihide Maskawa               | Japan                                | "za otkriće izvora razbijene simetrije koja predviđa postojanje najmanje tri obitelji kvarka u prirodi" |  |
| 2008.  |                  | Yoichiro Nambu                  | SAD                                  | "za otkriće mehanizma spontanog razbijanja simetrije u subatomskoj fizici" |  |
| 2009.  |                  | Charles K. Kao                  | Hong Kong Ujedinjeno Kraljevstvo SAD | "za otkriće na području brzog prijenosa podataka optičkim vlaknima" |  |
| 2009.  |                  | Willard S. Boyle                | Kanada SAD                           | "za razvoj čipova osjetljivih na svjetlo koji se nalaze u digitalnim kamerama" |  |
| 2009.  |                  | George E. Smith                 | SAD                                  | "za razvoj čipova osjetljivih na svjetlo koji se nalaze u digitalnim kamerama" |  |
| 2010.  |                  | Andre Geim                      | Rusija Nizozemska                    | "za revolucionarna otkriće svojstvava alotropske modifikacije ugljika grafena" |  |
| 2010.  |                  | Konstantin Novoselov            | Rusija Ujedinjeno Kraljevstvo        | "za revolucionarna otkriće svojstvava alotropske modifikacije ugljika grafena" |  |
| 2011.  |                  | Saul Perlmutter                 | SAD                                  | “za otkriće ubrzane ekspanzije svemira kroz opažanja udaljenih supernova”" |  |
| 2011.  |                  | Brian P. Schmidt                | Australija SAD                       | “za otkriće ubrzane ekspanzije svemira kroz opažanja udaljenih supernova”" |  |
| 2011.  |                  | Adam G. Riess                   | SAD                                  | “za otkriće ubrzane ekspanzije svemira kroz opažanja udaljenih supernova”" |  |
| 2012.  |                  | Serge Haroche                   | Francuska                            | " za revolucionarne eksperimentalne metode koji su omogućili direktnu manipulaciju kvantnim sistemima." |  |
| 2012.  |                  | David Jeffrey Wineland          | SAD                                  | " za revolucionarne eksperimentalne metode koji su omogućili direktnu manipulaciju kvantnim sistemima." |  |
| 2013.  |                  | François Englert                | Belgija                              | "za teorijsko otkrivanje mehanizma, koji doprinosi našem razumijevanju podrijetla mase subatomskih čestica i koje je nedavno potvrđeno pronalaskom te predviđene fundamentalne čestice, od strane ATLAS i CMS eksperimenata u CERN-ovom Velikom hadronskom sudarivaču" |  |
| 2013.  |                  | Peter Higgs                     | Ujedinjeno Kraljevstvo               | "za teorijsko otkrivanje mehanizma, koji doprinosi našem razumijevanju podrijetla mase subatomskih čestica i koje je nedavno potvrđeno pronalaskom te predviđene fundamentalne čestice, od strane ATLAS i CMS eksperimenata u CERN-ovom Velikom hadronskom sudarivaču" |  |
| 2014.  |                  | Isamu Akasaki                   | Japan                                | “za otkriće učinkovitih plavosvjetlećih-emitirajućih dioda što je omogućilo svjetlije i energetski štedeće bijele izvore svjetlosti |  |
| 2014.  |                  | Hiroshi Amano                   | Japan                                | “za otkriće učinkovitih plavosvjetlećih-emitirajućih dioda što je omogućilo svjetlije i energetski štedeće bijele izvore svjetlosti |  |
| 2014.  |                  | Shuji Nakamura                  | Japan SAD                            | “za otkriće učinkovitih plavosvjetlećih-emitirajućih dioda što je omogućilo svjetlije i energetski štedeće bijele izvore svjetlosti |  |
| 2015.  |                  | Takaaki Kajita                  | Japan                                | "za otkriće oscilacija okusa neutrina, koje je potvrdilo da neutrini imaju masu” |  |
| 2015.  |                  | Arthur Bruce McDonald           | Kanada                               | "za otkriće oscilacija okusa neutrina, koje je potvrdilo da neutrini imaju masu” |  |
| 2016.  |                  | David James Thouless            | Ujedinjeno Kraljevstvo               | “za teorijska otkrića topoloških faznih prijelaza i topoloških faza materije |  |
| 2016.  |                  | Duncan Haldane                  | Ujedinjeno Kraljevstvo               | “za teorijska otkrića topoloških faznih prijelaza i topoloških faza materije |  |
| 2016.  |                  | John Michael Kosterlitz         | Ujedinjeno Kraljevstvo               | “za teorijska otkrića topoloških faznih prijelaza i topoloških faza materije |  |
| 2017.  |                  | Rainer Weiss                    | Njemačka SAD                         | "za važan doprinos uporabi detektora LIGO (eng. Laser Interferometer Gravitational-Wave Observatory) i prvo izravno bilježenje gravitacijskih valova" |  |
| 2017.  |                  | Kip Stephen Thorne              | SAD                                  | "za važan doprinos uporabi detektora LIGO (eng. Laser Interferometer Gravitational-Wave Observatory) i prvo izravno bilježenje gravitacijskih valova" |  |
| 2017.  |                  | Barry Clark Barish              | SAD                                  | "za važan doprinos uporabi detektora LIGO (eng. Laser Interferometer Gravitational-Wave Observatory) i prvo izravno bilježenje gravitacijskih valova" |  |
| 2018.  |                  | Arthur Ashkin                   | SAD                                  | "za razvoj optičke pincete i njezinu primjenu na biološke sustave" |  |
| 2018.  |                  | Gérard Mourou                   | Francuska                            | "za razvoj metode stvaranja ultrakratkih optičkih pulseva velike snage" |  |
| 2018.  |                  | Donna Strickland                | Kanada                               | "za razvoj metode stvaranja ultrakratkih optičkih pulseva velike snage" |  |
| 2019.  |                  | James Peebles                   | Kanada                               | "za teorijska otkrića u fizičkoj kozmologiji" |  |
| 2019.  |                  | Michel Mayor                    | Švicarska                            | "za otkriće egzoplanete koja kruži oko zvijezde solarnog tipa" |  |
| 2019.  |                  | Didier Queloz                   | Švicarska                            | "za otkriće egzoplanete koja kruži oko zvijezde solarnog tipa" |  |
| 2020.  |                  | Roger Penrose                   | Ujedinjeno Kraljevstvo               | "za otkriće da je formiranje crne rupe predikcija opće teorije relativnosti" |  |
| 2020.  |                  | Reinhard Genzel                 | Njemačka                             | "za otkriće supermasivnog kompaktnog objekta u centru naše galaksije" |  |
| 2020.  |                  | Andrea Ghez                     | SAD                                  | "za otkriće supermasivnog kompaktnog objekta u centru naše galaksije" |  |
| 2021.  |                  | Syukuro Manabe                  | Japan                                | "za revolucionaran doprinos našem razumijevanju složenih sustava" |  |
| 2021.  |                  | Klaus Hasselmann                | Njemačka                             | "za fizičko modeliranje Zemljine klime, kvantificiranje varijabilnosti i pouzdano predviđanje globalnog zatopljenja" |  |
| 2021.  |                  | Giorgio Parisi                  | Italija                              | "za otkrivanje međudjelovanja poremećaja i fluktuacija u fizičkim sustavima od atomskih do planetarnih razmjera" |  |
| 2022.  |                  | Alain Aspect                    | Francuska                            | "za eksperimente s isprepletenim fotonima, utvrđivanje kršenja Bellovih nejednakosti i pionirsko kvantno računalstvo" |  |
| 2022.  |                  | John Clauser                    | SAD                                  | "za eksperimente s isprepletenim fotonima, utvrđivanje kršenja Bellovih nejednakosti i pionirsko kvantno računalstvo" |  |
| 2022.  |                  | Anton Zeilinger                 | Austrija                             | "za eksperimente s isprepletenim fotonima, utvrđivanje kršenja Bellovih nejednakosti i pionirsko kvantno računalstvo" |  |
| 2023.  |                  | Pierre Agostini                 | Francuska                            | "za eksperimentalne metode generiranja attosekundnih impulsa svjetlosti za proučavanje dinamike elektrona u materiji" |  |
| 2023.  |                  | Ferenc Krausz                   | Mađarska                             | "za eksperimentalne metode generiranja attosekundnih impulsa svjetlosti za proučavanje dinamike elektrona u materiji" |  |
| 2023.  |                  | Anne L’Huillier                 | Francuska                            | "za eksperimentalne metode generiranja attosekundnih impulsa svjetlosti za proučavanje dinamike elektrona u materiji" |  |
| 2024.  |                  | John Hopfield                   | SAD                                  | "za temeljna otkrića i izume koji omogućuju strojno učenje pomoću umjetnih neuronskih mreža" |  |
| 2024.  |                  | Geoffrey Hinton                 | Ujedinjeno Kraljevstvo, Kanada       | "za temeljna otkrića i izume koji omogućuju strojno učenje pomoću umjetnih neuronskih mreža" |  |